# Gibasis hintoniorum
Gibasis hintoniorum är en himmelsblomsväxtart som beskrevs av Billie Lee Turner. Gibasis hintoniorum ingår i släktet Gibasis och familjen himmelsblomsväxter. Inga underarter finns listade.